# Голумницький потік
Голумницький потік  (словац. Holumnický potok) — річка в Словаччині, права притока Попрада, протікає в окрузі Кежмарок.
Довжина — 15.5-17.1 км. Витік знаходиться в масиві Левоцькі гори (схил гори Дережова) на висоті близько 1010 метрів. Протікає територією сіл Ігляни; Юрське і Голумниця.
Впадає в Попрад на висоті приблизно 565 метрів.
Притоки
- праві
  - Пекло
  - Кобилій потік
  - Ігла
  - Лищий потік
  - Каменець
- ліві
  - безіменний